# Triciptí (cognom)
Triciptí (en llatí Triciptinus) era un antic cognomen romà de la gens Lucrècia, una gens romana d'origen patrici.
Personatges destacats amb aquest cognom van ser:
- Espuri Lucreci Triciptí, cònsol sufecte el 509 aC
- Tit Lucreci Triciptí, cònsol el 508 aC o 507 aC, i el 504 aC
- Luci Lucreci Triciptí, cònsol el 462 aC
- Host Lucreci Triciptí, cònsol el 429 aC
- Publi Lucreci Triciptí, tribú amb potestat consular el 419 aC i 417 aC
- Luci Lucreci Flau Triciptí, cònsol el 393 aC, tribu amb potestat consular diverses vegades